# 相模原市立若草小学校
相模原市立若草小学校（さがみはらしりつ わかくさ しょうがっこう）は、神奈川県相模原市南区新磯野に存在する公立の小学校である。

## 教育目標
- 考えて行動する子ども
- すなおで優しい子ども
- すすんで働く子ども
- 健康で明るい子ども

## 沿革
- 1976年（昭和51年）4月1日　-　開校。
- 1980年（昭和55年）4月　-　文部省、市より「むし歯予防推進校」の指定。
- 1981年（昭和56年）11月26日　-　研究発表（むし歯予防推進校）。
- 1985年（昭和60年）11月16日　-　創立10周年記念式典。
- 1990年（平成2年）11月16日　-　研究発表会（地域教育力研究校）。
- 1995年（平成7年）10月21日　-　創立20周年記念式典。
- 2003年（平成15年）11月20日　-　研究発表会（特色ある学校教育研究校）。
- 2005年（平成17年）11月19日　-　創立30周年記念式典。
- 2012年（平成24年）2月3日　-　研究報告会（特色ある学校教育研究校）。
- 2016年（平成28年）2月5日　-　校内研究中間報告。

## 児童数・学級数
- 本校の児童数は全学年合計で308人。学級数は全学年合計で16学級となっている（2024年（令和6年）5月1日現在）[1]。

## 通学区域
- 相模原市南区[2]
  - 麻溝台7丁目
  - 麻溝台8丁目1番~23番・29番~37番
  - 麻溝台2270・2281・2283~2287・2290・2305・2307・2308・2348~2382・2384~2386・2391・2816~2848・2850~2866・2960・2970・2972~3009・3011・3043・3050・3052-3105・3107・3115・3117~3155・3157・3445~3512・3623~3722・3841~3846
  - 新磯野2丁目1番・2番
  - 新磯野1~2361
  - 相模台5丁目3番~7番
  - 相模台6丁目2番~30番
  - 相模台7丁目19番~44番

## 進学中学校
- 相模原市南区[3]
  - 相模原市立麻溝台中学校 - 麻溝台7丁目、麻溝台8丁目1番〜23番・29番〜37番、麻溝台2270・2281・2283〜2287・2290・2305・2307・2308・2348〜2382・2384〜2386・2391・2816〜2848・2850〜2866・2960・2970・2972〜3009・3011・3043・3050・3052〜3105・3107・3115・3117〜3155・3157・3445〜3512・3623〜3722・3841〜3846に在住の児童が進学
  - 相模原市立若草中学校 - 新磯野2丁目1番・2番、新磯野1〜2361、相模台5丁目3番〜7番、相模台6丁目2番〜30番、相模台7丁目19番〜44番に在住の児童が進学

## 交通アクセス
- 小田急小田原線相武台前駅より神奈川中央交通バス利用で、北里大学病院・北里大学行きまたはそれを経由する相模原駅南口（JR横浜線）行きに乗車し、若草小学校前停留所下車。